# McLeods
McLeods est un village du comté de Restigouche, à l'ouest de la province canadienne du Nouveau-Brunswick. Le village a le statut de DSL. Dans le cadre de la réforme de la gouvernance locale du 1er janvier 2023, le territoire du DSL a été réparti entre la cité de Campbellton et la ville de Bois-Joli.

## Toponyme
McLeods est possiblement nommé ainsi en l'honneur d'Angus McLeod, son premier maître des postes en 1912.

## Géographie
McLeods est limitrophe de Campbellton à l'ouest et se trouve à 9 kilomètres de route du centre-ville. Le village a une superficie de 15,95 km2.
Le village s'étend au pied des Appalaches, au bord du fleuve Ristigouche.
Le sous-sol de McLeods est composé de roches felsiques du groupe de Dalhousie, datant du Dévonien inférieur (394 à 418 millions d'années).
McLeods est généralement considérée comme faisant partie de l'Acadie.

## Histoire
McLeods est situé dans le territoire historique des Micmacs, plus précisément dans le district de Gespegeoag, qui comprend le littoral de la baie des Chaleurs. Ce territoire était revendiqué d'abord par les Iroquois et ensuite seulement par les Mohawks.
À partir des années 2000, plusieurs résidents souhaitent la fusion du DSL avec le village d'Eel River Crossing. Un plébiscite est organisé à ce sujet le 8 décembre 2014. À l'issue du vote, 71,7% des électeurs de Dundee ainsi que des portions de la paroisse de Dalhousie, de McLeods et de Dalhousie Junction se prononcent en faveur de l'annexion au village. L'annexion est approuvée par le conseil municipal d'Eel River Crossing le 16 décembre suivant.

## Démographie
(août 2016).
McLeods comptait 371 habitants en 2006, comparativement à 388 en 2001, soit une baisse de 4,4 %. Il y a 198 logements privés, dont 156 occupés par des résidents habituels. Le village a une densité de population de 23,3 habitants au kilomètre carré.
| 2011 | 2016 |
| ---- | ---- |
| 381  | 372  |

## Économie
Entreprise Restigouche a la responsabilité du développement économique.

## Administration

### Comité consultatif
En tant que district de services locaux, McLeods est administré directement par le Ministère des Gouvernements locaux du Nouveau-Brunswick, secondé par un comité consultatif élu composé de cinq membres dont un président : 
- Jhulio Solis, président
- Michel Allard et Warren Desrochers, membres
- Susan Arseneault, secrétaire.

### Commission de services régionaux
McLeods fait partie de la Région 2, une commission de services régionaux (CSR) devant commencer officiellement ses activités le 1er janvier 2013. Contrairement aux municipalités, les DSL sont représentés au conseil par un nombre de représentants proportionnel à leur population et leur assiette fiscale. Ces représentants sont élus par les présidents des DSL mais sont nommés par le gouvernement s'il n'y a pas assez de présidents en fonction. Les services obligatoirement offerts par les CSR sont l'aménagement régional, l'aménagement local dans le cas des DSL, la gestion des déchets solides, la planification des mesures d'urgence ainsi que la collaboration en matière de services de police, la planification et le partage des coûts des infrastructures régionales de sport, de loisirs et de culture; d'autres services pourraient s'ajouter à cette liste.

### Représentation
Nouveau-Brunswick: McLeods fait partie de la circonscription de Dalhousie—Restigouche-Est, qui est représentée à l'Assemblée législative du Nouveau-Brunswick par Donald Arseneault, du parti libéral. Il fut élu en 2010.
 Canada: McLeods fait partie de la circonscription fédérale de Madawaska—Restigouche, qui est représentée à la Chambre des communes du Canada par Jean-Claude D'Amours, du Parti libéral. Il fut élu lors de la 38e élection générale, en 2004, puis réélu en 2006 et en 2008.

## Vivre à McLeods
McLeods fait partie du sous-district 1 du district scolaire Francophone Nord-Est. Les écoles les plus proches sont à Campbellton.
Le bureau de poste et le détachement de la Gendarmerie royale du Canada le plus proche est à Campbellton. Campbellton compte le Centre hospitalier Restigouche, francophone, et l'hôpital régional de Campbellton, anglophone. Les hôpitaux néo-brunswickois sont en effet bilingues dans leurs services mais unilingues dans leur administration. Campbellton compte de plus un poste d'Ambulance Nouveau-Brunswick.
La collecte des déchets et matières recyclables est effectuée par la Commission de gestion des déchets solides de Restigouche. L'aménagement du territoire est de la responsabilité de la Commission d'urbanisme du district de Restigouche.
Les francophones bénéficient du quotidien L'Acadie nouvelle, publié à Caraquet, ainsi qu'à l'hebdomadaire L'Étoile, de Dieppe. Ils ont aussi accès à l'hebdomadaire L'Aviron, publié à Campbellton. Les anglophones bénéficient des quotidiens Telegraph-Journal, publié à Saint-Jean ainsi que de l'hebdomadaire Campbellton Tribune, de Campbellton.